# Пікуш Марія Іванівна
Марі́я Іва́нівна Пі́куш (23 червня 1954, село Мирне, Солонянський район, Дніпропетровська область) — українська художниця. Член Національної спілки художників України (1984). Нагороджена орденом княгині Ольги III ступеня (2007), лауреат Національної премії України імені Тараса Шевченка (2025).

## З життєпису
Здобула середню освіту. Працює в галузі декоративно-прикладного мистецтва — петриківський розпис.
Директор Петриківської дитячої художньої школи ім. Тетяни Пати.
Серед її творів:
- 1975 — «Древо миру»,
- 1976 — «Садочок»,
- 1977 — «Жоржини»,
- 1978 — «Веселка»,
- 1982 — «Кущ квітів».

Учасник обласних, республіканських та зарубіжних виставок з 1984 р. Має п'ять персональних виставок. Твори зберігаються в музеях України, Українському національному музеї-архіві (м. Чикаго, США), приватних колекціях в Україні та за кордоном.

## Джерело
- НСХУ [Архівовано 5 березня 2016 у Wayback Machine.]
- Петриківська дитяча художня школа [Архівовано 29 листопада 2013 у Wayback Machine.]
- Майстри Петриківського розпису. Дніпропетровська обласна державна адміністрація. Архів оригіналу за 19 червня 2018. Процитовано 19.06.2018.